# 三林镇
三林镇是中国上海市浦东新区下辖的一个镇。面积34.19平方公里。户籍人口10.86万人（2008年）。

## 歷史
东汉三国前，三林境域是大海。晋朝時逐渐形成陆地。唐代時荒滩上出现田宅，宋代時形成村落。当时三林位於华亭县东北部。至清末，三林属松江府上海縣，當時南北形成两大集镇，分别是三林塘（镇）和杨思桥（镇）。中華民国元年（1912年），三林塘地区设置三林乡，杨思桥地区设置杨思乡。中華民国17年（1928年），三林乡改为上海县第四区，1949年中華人民共和國成立后，成立三林区人民政府。1956年，成立上海市上海县三林乡人民政府。10月，上海县三林、陈行两乡合并成立和平人民公社。1959年，和平人民公社分成三林公社和陈行公社。1984年政社分设，建立上海县三林乡人民政府。1992年11月，撤销上海县，三林乡屬於闵行区一部分。1992年10月，撤销川沙县，设立浦东新区。1993年3月，三林乡划入浦东新区。1995年12月，三林撤乡建镇。1999年8月，从三林镇里析置出东明路街道。2000年4月10日，杨思鎮併入三林鎮。

## 行政区划
三林镇下辖以下地区：
三林老街居委会、劳动新村居委会、南街居委会、北街居委会、杨新居委会、思浦居委会、杨东居委会、长青路一居委会、海阳路居委会、香樟园居委会、杨南居委会、新华居委会、华城居委会、玲珑苑居委会、山水苑居委会、申江豪城居委会、岭南花苑居委会、明丰花苑居委会、金苹果花苑居委会、永泰路第一居委会、永泰路第二居委会、翰城居委会、永泰路第三居委会、三林世博家园第一居委会、三林世博家园第三居委会、永泰路第四居委会、永泰路第五居委会、世博家园第四居委会、杨思路第二居委会、杨南第二居委会、杨思路第三居委会、尚东国际居委会、长青路第二居委会、杨思路第一居委会、三林新村第二居委会、三林世博家园第五居委会、世博家园南二居委会、世博家园北二居委会、三林博学家园居委会、懿德新村第一居委会、永泰路第六居委会、东明村村委会、三民村村委会、联丰村村委会、中林村村委会、三林村村委会、归泾村村委会、久丰村村委会、临江村村委会、新春村村委会、西林村村委会、红旗村村委会、懿德村村委会、天花庵村村委会、金光村村委会、南阜村村委会、胡巷村村委会。

## 教育
镇内有高中三林中学、三林东校、杨思中学，初中三林北校、育人中学、上海实验中学南校。

## 旅遊
- 三林塘老街（三林老街）[5]

## 交通

### 轨道交通
█ 8号线
 █ 6号线
 █ 11号线
 █ 19号线